# Ernst Schwarz
Ernst Schwarz (1889-1962) va ser un zoòleg alemany.
Schwarz va néixer a Frankfurt del Main i va estudiar zoologia a la Universitat de Múnic. Va treballar en el Museu d'Història Natural de Frankfurt i en el Museu Zoològic de Berlín.
El 1929 va ser professor de zoologia a la Universitat de Greifswald. I va treballar en el Museu d'Història Natural de Londres de 1933 a 1937, quan es va mudar als Estats Units. Es va especialitzar en espècies de grans simis.
Sovint se li atribueix el descobriment del bonobo (ximpanzé pigmeu) el 1928.